# Āsasa
Āsasa är en ort i Etiopien.   Den ligger i regionen Oromia, i den centrala delen av landet, 220 km söder om huvudstaden Addis Abeba. Āsasa ligger 2 369 meter över havet och antalet invånare är 23 790.
Terrängen runt Āsasa är en högslätt. Runt Āsasa är det ganska tätbefolkat, med 108 invånare per kvadratkilometer. Āsasa är det största samhället i trakten. Trakten runt Āsasa består till största delen av jordbruksmark.